# Ectobius leptus
Ectobius leptus es una especie de cucaracha del género Ectobius, familia Ectobiidae.

## Distribución
Esta especie se encuentra en República Democrática del Congo y Angola.